# 巴基斯坦自治領
巴基斯坦联邦，通称巴基斯坦自治领，是南亚历史上的一个联邦制自治領，成立于1947年印巴分治（另一部分为印度自治领）后。巴基斯坦自治领包括今日巴基斯坦和孟加拉国大部分地区，其建立来源于两国理论构想，即为前英属印度的穆斯林建立一个国家。
建立初期的巴基斯坦自治领不包括土邦（1947年—1948年，逐个加入）。1956年，巴基斯坦自治领在行政上划分为两个部分，西部称西巴基斯坦，东部的东孟加拉称东巴基斯坦。1971年，东巴基斯坦宣布独立，即今日的孟加拉国。

## 扩展阅读
- Chester, Lucy P. (2009) Borders and Conflict in South Asia: The Radcliffe Boundary Commission and the Partition of Punjab. Archive.today的存檔，存档日期2016-05-09 Manchester: Manchester University Press.
- Read, A. and Fisher, D. (1997). The Proudest Day: India's Long Road to Independence. New York: Norton.